# Engbert Bakker
Engbert Bakker (Amsterdam, 23 januari 1900 – datum onbekend) was een Nederlands voetballer die als aanvaller.

## Biografie
Engbert Bakker was de zoon van Jan Bakker en Maria Boers. Hij had twee broers en een zus. Hij trouwde op 6 oktober 1932 met Wilhelmina Esteje en had twee kinderen.
In 1916 werd hij lid van de AFC Ajax. Hij maakte zijn debuut in het eerste elftal op 24 juni 1922 in de vriendschappelijke wedstrijd tegen Eintracht Frankfurt. Op 2 september 1922 maakte Bakker in de vriendschappelijke wedstrijd tegen First Vienna zijn eerste doelpunt in dienst van Ajax.
Op 1 oktober 1922 maakte hij zijn debuut in het kampioenschap in de met 0-2 verloren wedstrijd tegen DFC.